# Темна (Могочинський район)
Те́мна (рос. Тёмная) — селище у складі Могочинського району Забайкальського краю, Росія. Входить до складу Сбегинського сільського поселення.

## Населення
Населення — 49 осіб (2010; 66 у 2002).
Національний склад (станом на 2002 рік):
- росіяни — 95 %